# Lina Morgado
Lina Morgado (14 de Outubro de 1945 — Lisboa, 8 de Agosto de 2003), foi uma e actriz portuguesa de teatro, cinema e televisão, tendo actuado desde o Parque Mayer ao Teatro Nacional D. Maria II. Recebeu o Prémio Bordalo (1969), na categoria de Teatro de Revista e o Prémio Beatriz Costa (1970).

## Biografia
Lina Morgado nasceu a 14 de Outubro de 1945.
Estreou-se no ano de 1966, na revista Adão e Elas. no Teatro ABC (Parque Mayer) em Lisboa.
Seguiram-se várias revistas e comédias em todos os teatros do Parque Mayer, espectáculos dirigidos por nomes como César de Oliveira, Rogério Bracinha, Paulo da Fonseca, Henrique Santana ou Francisco Ribeiro "Ribeirinho".
Lina Morgado recebeu o Prémio Bordalo (1969), ou Prémio da Imprensa, na categoria "Teatro de Revista", como "Melhor Corista", tendo a  Casa da Imprensa distinguido também em 1970, nesta categoria, os actores Mariema e "Ribeirinho".
Em 1970, Lina Morgado, enquanto corista, recebeu o "Prémio Beatriz Costa", instituído pela artista Beatriz Costa.
Desta fase pode-se ainda destacar a participação Lina Morgado, com Nina Flores, no célebre quadro "Mãe Severa", da revista Afinal Como É? (1975), contracenando com a artista Hermínia Silva. Esta rábula teve até edição discográfica em single pela Decca em 1976.
Na música regista-se a colaboração, em 1977, com Nicolau Breyner, no álbum Opera On The Rocks, lançado pela editora Decca.
Em 1977 Lina Morgado passou a integrar o elenco da Companhia Nacional I, trabalhando com nomes como Carlos Wallenstein, Norberto Barroca e Carlos Avilez até à extinção do grupo em 1981.
Entrando na década de 1980, para além do teatro, surgem vários trabalhos para televisão, cinema e rádio.
No teatro, passou por várias companhias: Teatro Maria Matos (1982-1984) com direcção de Armando Cortez, Teatro da Graça, Talma (Teatro Popular) (1985-1987) dirigida por Pedro Pinheiro e Lanterna Mágica - Teatro de Marionetas (1988-1989).
No cinema participou em Oxalá (1981) e O Querido Lilás (1987)-
Na televisão, é na década de 1990 que se recheia o currículo de Lina Morgado com trabalhos como a série de humor O Cacilheiro do Amor (1990) ou as telenovelas Roseira Brava (1996), Vidas de Sal (1996) e A Grande Aposta (1997).
Entre 1989 e 1994, Lina Morgado dedicou-se a participações em diversos cafés-concerto em várias cidades portuguesas e, em 1995, começa uma série de trabalhos no Teatro Nacional D. Maria II com a peça A Louca de Chaillot, encenada por Rui Mendes, seguindo-se O Crime da Aldeia Velha (1996), com encenação de Carlos Avilez, e Gladiadores (1996)  encenada por Artur Ramos.
Lina Morgado morreu em 8 de Agosto de 2003, em Lisboa, no mesmo dia em que morreu também a actriz Maria Cristina.

## Filmografia
- Oxalá (1981)[9][10]
- O Querido Lilás (1987)[9][10]

## Televisão
- Crime à Portuguesa (1989)[9]
- O Cacilheiro do Amor (1990)[9]
- O Posto (1996)[9]
- Roseira Brava (1996)[9]
- Vidas de Sal (1996)[9]
- A Grande Aposta (1997)[9]

## Teatro
- Adão e Elas[1][2]
- Frangas na Grelha (1971)
- Afinal Como É? (1975)[2][7]
- Jesus Cristo em Lisboa
- A Ratoeira
- A Louca de Chaillot (1995)[1]
- O Crime da Aldeia Velha (1996)[1][2]
- Gladiadores (1996)[2]